# Панкова, Ирина Михайловна
Ири́на Миха́йловна Панко́ва (1918, Ессентуки ― 2007, Улан-Удэ) ― советская бурятская театральная актриса, Заслуженная артистка Бурятской АССР (1979), артистка Русского драматического театра им. Н.А. Бестужева (с 1958 года).

## Биография
Родилась в 1918 году в городе Ессентуки, Ставропольская губерния, РСФСР.
Панкова вместе с семьей жила в городах Таганроге, Москве, Комсомольске-на-Амуре. После окончания средней школы поступила в театральную студию, которую окончила в 1936 году. Получив диплом она начала работать актрисой гарнизонного театра в городе Комсомольск-на-Амуре.
В годы Великой Отечественной войны Ирина Панкова в составе концертной бригады выступала перед солдатами и офицерами воинских частей в Подмосковье.
В 1958 году актриса переехала в Бурятскую АССР, где была принята в труппу Русского государственного академического драматического театра имени Николая Бестужева в Улан-Удэ. За 22 года служения в этом театре она сыграла много разнообразных и интересных ролей, таких как: Жена Бессеменова («Мещане», Максим Горький), Эржи («Проснись и пой», М. Дьярфаш), тётя Сашико («Не беспокойся, мама!», Нодар Думбадзе), Марджана («Большая семья» Б. Волчков), Поля Тепляшина («Характеры», Василий Шушкин), Меланья («Не все коту масленица», Александр Островский), Гертруда («Гамлет» Уильям Шекспир), Тереза («День рождения Терезы», Георгий Мдивани) и многие другие.
Многие спектакли она играла вместе со своим мужем, Народным артистом Бурятской АССР Леонидом Николаевичем Панковым (1912-1988). Двое их сыновей также стали театральными актёрами: Дмитрий Панков, Народный артист Республики Бурятия, Заслуженный артист Российской Федерации и Народный артист Российской Федерации Сергей Панков (1941-2009).
Помимо работы в театре, Ирина Панкова также преподавала в Восточно-Сибирском институте культуры сценическое движение, сценический этикет, фехтование, бальные, историко-бытовые танцы.
За большие заслуги в деле развития бурятского театрального искусства Ирина Михайловна Панкова в 1979 году была удостоена почётного звания «Заслуженная артистка Бурятской АССР». Награждена двумя медалями: «За оборону Москвы», «За доблестный труд в Великой Отечественной войне 1941-1945» и Почётной грамотой Министерства культуры СССР.
Умерла 4 февраля 2007 года в Улан-Удэ.